# Mouriri densifoliata
Mouriri densifoliata är en tvåhjärtbladig växtart som beskrevs av Adolpho Ducke. Mouriri densifoliata ingår i släktet Mouriri och familjen Melastomataceae. Inga underarter finns listade i Catalogue of Life.